# Molophilus (Molophilus) nigritus
Molophilus (Molophilus) nigritus is een tweevleugelige uit de familie steltmuggen (Limoniidae). De soort komt voor in het Oriëntaals gebied.